# Dwarskrachtmiddelpunt
Het dwarskrachtmiddelpunt of elastische middelpunt van een doorsnede van een balk, is het punt op die doorsnede waardoor een dwarskracht moet gaan om alleen buigende momenten te veroorzaken.
Een kracht, waarvan de werklijn door het dwarskrachtmiddelpunt gaat, zal geen torsie in de balk veroorzaken. De balk zal in dat geval alleen buigen en niet gaan wringen. Het dwarskrachtmiddelpunt is vaak gelijk aan het torsiemiddelpunt.